# Wolfgang Bock (Jurist)
Wolfgang Bock (* 1952) ist ein deutscher Jurist, Richter am Landgericht Frankfurt am Main und außerordentlicher Professor an der Justus-Liebig-Universität Gießen.

## Leben
Bock studierte von 1969 bis 1975 Rechtswissenschaft und Politikwissenschaft an den Universitäten Genf, Gießen und Frankfurt am Main. (1975, 1979: erste und zweite juristische Staatsprüfung). Seit 1979 ist er Richter am Landgericht Frankfurt am Main in Zivil- und Strafsachen. In der Zeit von 1981 bis 1983 war er als wissenschaftlicher Mitarbeiter an das Bundesverwaltungsgericht abgeordnet. Von 1985 bis 1988 war er Richter am Verwaltungsgericht Wiesbaden und von 1989 bis 2000 wissenschaftlicher Referent an der Forschungsstätte der Evangelischen Studiengemeinschaft Heidelberg.
Nach der Promotion 1993 mit der Dissertation Das für alle geltende Gesetz und die kirchliche Selbstbestimmung: eine verfassungsrechtliche Untersuchung am Beispiel des Amtsrechts der evangelischen Kirchen an der rechtswissenschaftlichen Fakultät der Goethe-Universität beteiligte er sich von 1996 bis 2000 am Forschungsprojekt: „Rechtskulturen islamisch geprägter Gesellschaften und die Menschenrechte“ und von 2000 bis 2006 am Forschungsprojekt: „Islamischer Religionsunterricht?“. Von 2001 bis 2007 war er an das Internationale Institut für Pädagogische Forschung abgeordnet.
Nach der Habilitation 2004 an der rechtswissenschaftlichen Fakultät der Universität Düsseldorf mit der Schrift Legitimation durch Wahlen in der Verwaltung – Die verfassungsrechtliche Stellung und die Aufgaben der funktionalen Selbstverwaltung war er von 2004 bis 2011 Privatdozent an der Heinrich-Heine-Universität Düsseldorf und an der Universität Gießen. Seit 2008 hat er Lehraufträge am Centrum für Nah- und Mittelost-Studien der Universität Marburg.
Bock lehrt seit 2012 als außerordentlicher Professor an der Juristischen Fakultät der Justus Liebig-Universität Gießen. Von 2012 bis 2017 war er Studienreferent für Staats- und Völkerrecht an der Bundesakademie für Sicherheitspolitik. Seit 2021 ist er Mitglied im Netzwerk Wissenschaftsfreiheit.

## Schriften

### Monografien als Autor
- Schutz gegen die Risiken und Gefahren der Gentechnik? Zum Regierungsentwurf eines Gentechnikgesetzes (= Texte und Materialien der Forschungsstätte der Evangelischen Studiengemeinschaft, Reihe A. Band 29). FEST, Heidelberg 1990, ISBN 3-88257-028-8.
- Das für alle geltende Gesetz und die kirchliche Selbstbestimmung. Eine verfassungsrechtliche Untersuchung am Beispiel des Amtsrechts der evangelischen Kirchen (= Jus Ecclesiasticum. Band 55). Mohr (Paul Siebeck), Tübingen 1996, ISBN 3-16-146492-3 (358 S., Dissertation).
- Wolfgang Bock: Gesetz und Gesetzlichkeit in den Wissenschaften. Hrsg.: Wolfgang Bock. Wissenschaftliche Buchgesellschaft, Darmstadt 2005, ISBN 978-3-534-18439-2 (244 S.).
- Mit u. a. Wolfgang Lienemann: Gläubigkeit und Recht und Freiheit. Ökumenische Perspektiven des katholischen Kirchenrechts. Hrsg.: Wolfgang Bock. Vandenhoeck und Ruprecht, Göttingen 2006, ISBN 3-525-56807-X (151 S.).
- Wolfgang Bock: Islamischer Religionsunterricht? Rechtsfragen, Länderberichte, Hintergründe. Hrsg.: Wolfgang Bock (= Religion und Aufklärung. Band 13). 2., durchgesehene  Auflage. Mohr Siebeck, Tübingen 2007, ISBN 978-3-16-149324-9 (252 S.).; Rezension der FAZ bei Perlentaucher[4]
- Mit Julian Krüper, Hans Michael Heinig, Heike Merten: Die Organisation des Verfassungsstaats. Festschrift für Martin Morlok zum 70. Geburtstag. Hrsg.: Mit Julian Krüper, Hans Michael Heinig, Heike Merten. Mohr Siebeck, Tübingen 2019, ISBN 978-3-16-157519-8 (687 S.).
- Legitimation durch Wahlen in der Verwaltung. Die funktionale Selbstverwaltung im demokratischen Staat, Mohr Siebeck Verlag, Reihe Jus Publicum, Tübingen, 2020 (Habilitationsschrift).[5]

### Herausgeberschaften
- René Metz, Christine Globig, Norbert Lüdecke, Sophie Deicha, Heinz Ohme, Urs von Arx, Christina Baxter, Musimbi R. A. Kanyoro, Irmgard Kindt-Siegwalt, Wolfgang Lienemann: Frauenordination. Studien zu Kirchenrecht und Theologie. Hrsg.: Wolfgang Bock, Wolfgang Lienemann (= Texte und Materialien, Reihe A. Band 47). FEST, Heidelberg 2000, ISBN 978-3-88257-046-5 (294 S.).
- Werner Flach: Kant zu Geschichte, Kultur und Recht. Duncker & Humblot, 2015, ISBN 978-3-428-13368-0 (301 S.).

### Kommentierungen
- Kommentierung der §§ 17–26 Bundesverfassungsschutzgesetz (Dritter Abschnitt. Übermittlungsvorschriften), in: Wolf-Rüdiger Schenke/Kurt Graulich/Josef Ruthig (Hg.), Sicherheitsrecht des Bundes (Beck'sche Kurz-Kommentare), München: C.H.Beck, 2014, S. 1220–1257.[5]
- Kommentierung der §§ 17–26 Bundesverfassungsschutzgesetz (Dritter Abschnitt. Übermittlungsvorschriften), in: Wolf-Rüdiger Schenke/Kurt Graulich/Josef Ruthig (Hg.), Sicherheitsrecht des Bundes (Beck'sche Kurz-Kommentare), 2. Aufl., München: C.H. Beck, 2018, S. 1362–1412.[5]

### Aufsätze als Autor (Auswahl)
- „Nicht mit Schwert oder Feuer, sondern nur mit Geduld und Gebet“ – Zur religiösen Vorgeschichte des Grundrechts der Gewissensfreiheit, in: Dieter Kraus u. a. (Hg.), Schweizer Jahrbuch des Kirchenrechts 12 (2007), S. 73–90.[5]
- Kants Rechtsbegriff: Philosophische Bestimmung und geschichtlicher Reichtum, in: Christian Krijnen/Kurt Walter Zeidler (Hg.), Gegenstandsbestimmung und Selbstgestaltung. Perspektiven der Transzendentalphilosophie im Anschluss an Werner Flach, Würzburg: Königshausen & Neumann, 2011, S. 44–60.[5]
- Der Islam in der aktuellen Entscheidungspraxis der Arbeitsgerichte, NZA 2011, S. 1200–1204.[5]
- Islam, islamisches Recht und Demokratie, JZ 2012, S. 60–67.[5]
- Der Islam in der Entscheidungspraxis der Familiengerichte, NJW 2012, S. 122–127.[5]
- Justiz als staatliche Gewalt. Ein Beitrag zu einer allgemeinen Rechtslehre, in: Torsten Meireis (Hg.), Gewalt und Gewalten. Zur Ausübung, Legitimität und Ambivalenz rechtserhaltender Gewalt, Tübingen: Mohr Siebeck, 2012, S. 291–306.[5]
- Islam und islamisch begründete Rechtsansprüche im säkularen Verfassungsstaat, in: Klaus Spenlen (Hg.), Gehört der Islam zu Deutschland? Fakten und Analysen zu einem Meinungsstreit, Düsseldorf: düsseldorf university press, 2013, S. 165–191.[5]
- Vorwort, Schriftenverzeichnis Werner Flach, Personenregister, in: Werner Flach: Kant zu Geschichte, Kultur und Recht, hg. von Wolfgang Bock, Berlin: Duncker & Humblot 2015, S. V – IX, S. 289–301.
- Hier endet die Religionsfreiheit. Der salafistische Verein „Die wahre Religion“ wurde verboten. Die Salafisten bleiben, DIE ZEIT v. 24.11.2016, S. 58.[5]
- Recht und Staat im Islam: Formen der Theokratie?, in: Thomas Göller (Hg.), Grundlagen der Religionskritik, Würzburg: Königshausen & Neumann, 2017, S. 251–277.[5]
- Anmerkung zum Beschluss des OLG Frankfurt am Main v. 5.8.2016 – 4 UF 288/15 (Vereinbarung einer Morgengabe nach islamischem Recht), NJW 2017, S. 898.[5]
- Gewalt des Rechts oder Recht der Gewalt? Tatsächliche Voraussetzungen rechtsgegründeter Gemeinwesen, in: Julian Krüper i. V. m. Wolfgang Bock, Hans Michael Heinig und Heike Mertens (Hg.), Die Organisation des Verfassungsstaates. Festschrift für Martin Morlok, Tübingen: Mohr Siebeck 2019, S. 37–66.[5]
- Das dynamische Mobile – Politische Kultur, Konflikt und Staatlichkeit im Nahen und Mittleren Osten, in: Clausewitz-Gesellschaft (Hg.), Jahrbuch 2018, Hamburg 2019, S. 146–163.[5]